# Campionat del Món d'atletisme de 1983 - 1.500 metres femenins
Els 1.500 metres femenins al Campionat del Món d'atletisme de 1983 van tenir lloc a l'estadi Olímpic de Hèlsinki del 12 al 14 d'agost.
26 atletes van participar en la prova. L'estatunidenca Mary Decker va guanyar la medalla d'or, la segona que aconseguia als Campionats després de guanyar, quatre dies abans, la medalla d'or a la prova dels 3000 metres.

## Medallistes
| Or     | Mary Decker-Slaney Estats Units (USA)       |
| Argent | Zamira Zaytseva Unió Soviètica (URS)        |
| Bronze | Yekaterina Podkopayeva Unió Soviètica (URS) |

## Rècords
| Rècords abans del Campionat del Món d'atletisme de 1983     | Rècords abans del Campionat del Món d'atletisme de 1983 | Rècords abans del Campionat del Món d'atletisme de 1983 | Rècords abans del Campionat del Món d'atletisme de 1983 | Rècords abans del Campionat del Món d'atletisme de 1983 |
| ----------------------------------------------------------- | ------------------------------------------------------- | ------------------------------------------------------- | ------------------------------------------------------- | ------------------------------------------------------- |
| Rècord del Món                                              | Tatyana Kazankina (URS)                                 | 3:52.47                                                 | 3 d'agost de 1980                                       | Zúric, Suïssa                                           |
| Rècord del Campionat                                        | Nova prova                                              | Nova prova                                              | Nova prova                                              | Nova prova                                              |
| Rècords establerts al Campionat del Món d'atletisme de 1983 |                                                         |                                                         |                                                         |                                                         |
| Rècord del Campionat                                        | Mary Decker-Slaney (USA)                                | 4:00.90                                                 | 14 d'agost de 1983                                      | Hèlsinki, Finlàndia                                     |

## Resultats

### Final
La final va tenir lloc el 14 d'agost.
| Pos.              | Atleta                                  | Temps   |
| ----------------- | --------------------------------------- | ------- |
| Medalla d'or      | Mary Decker-Slaney (USA)                | 4:00.90 |
| Medalla de plata  | Zamira Zaytseva (URS)                   | 4:01.19 |
| Medalla de bronze | Yekaterina Podkopayeva (URS)            | 4:02.25 |
| 4.                | Ravilya Agletdinova-Kotovich (URS)      | 4:02.67 |
| 5.                | Wendy Smith-Sly (GBR)                   | 4:04.14 |
| 6.                | Doina Melinte (ROU)                     | 4:04.42 |
| 7.                | Gabriella Dorio (ITA)                   | 4:04.73 |
| 8.                | Brit Lind-Petersen-McRoberts (CAN)      | 4:05.73 |
| 9.                | Christina Boxer-Cahill (GBR)            | 4:06.74 |
| 10.               | Cornelia Bürki (SUI)                    | 4:11.61 |
| 11.               | Ivana Kleinová-Walterová-Kubešová (TCH) | 4:15.12 |
| 12.               | Maria Radu (ROU)                        | 4:19.03 |

### Sèries classificatòries
Les sèries van tenir lloc el 12 d'agost. Les tres primeres atletes de cada sèrie i els tres millors temps avançaven a la final.
Sèrie 1
| Pos. | Atleta                                  | Temps   |
| ---- | --------------------------------------- | ------- |
| 1.   | Ravilya Agletdinova-Kotovich (URS)      | 4:10.71 |
| 2.   | Ivana Kleinová-Walterová-Kubešová (TCH) | 4:10.82 |
| 3.   | Brit Lind-Petersen-McRoberts (CAN)      | 4:10.88 |
| 4.   | Christiane Wartenberg (GDR)             | 4:10.89 |
| 5.   | Totka Petrova (BUL)                     | 4:12.31 |
| 6.   | Cindy Bremser (USA)                     | 4:14.10 |
| 7.   | Kriscia García (ESA)                    | 4:40.21 |
| 8.   | Bigna Samuel (VIN)                      | 4:51.35 |
| 9.   | Kungu Bakombo (ZAI)                     | 4:54.12 |

Sèrie 2
| Pos. | Atleta                      | Temps   |
| ---- | --------------------------- | ------- |
| 1.   | Mary Decker-Slaney (USA)    | 4:07.47 |
| 2.   | Zamira Zaytseva (URS)       | 4:07.64 |
| 3.   | Wendy Smith-Sly (GBR)       | 4:08.16 |
| 4.   | Cornelia Bürki (SUI)        | 4:08.61 |
| 5.   | Maria Radu (ROU)            | 4:10.15 |
| 6.   | Marcianne Mukamurenzi (RWA) | 4:30.58 |
| 7.   | Vivian Pearson (MAW)        | 5:03.70 |
|      | Aurora Cunha (POR)          | DNS     |

Sèrie 3
| Pos. | Atleta                       | Temps   |
| ---- | ---------------------------- | ------- |
| 1.   | Yekaterina Podkopayeva (URS) | 4:09.39 |
| 2.   | Gabriella Dorio (ITA)        | 4:09.45 |
| 3.   | Doina Melinte (ROU)          | 4:09.71 |
| 4.   | Christina Boxer-Cahill (GBR) | 4:09.88 |
| 5.   | Betty Van Steenbroeck (BEL)  | 4:12.93 |
| 6.   | Marjo-Riitta Lakka (FIN)     | 4:22.33 |
| 7.   | Hala El Moughrabi (SYR)      | 4:45.62 |
| 8.   | Khadija Al Matari (JOR)      | 5:01.83 |
|      | Brigitte Kraus (FRG)         | DNS     |